# Käthe Franke
Käthe Franke (* 30. März 1923 in Krefeld; † 4. Juli 2012 in Schiefbahn) war eine deutsche Kommunalpolitikerin in Willich.

## Leben
Käthe Franke wuchs in Willich auf, wo sie auch die Volks- und Handelsschule besuchte. Nach ihrer Heirat im Jahr 1944 zog sie zunächst zu ihrem Mann nach Zwickau. Ein Jahr nach Ende des Zweiten Weltkriegs kehrte sie 1946 nach Willich zurück.
Im Jahr 1973 trat Käthe Franke der CDU bei. Im Jahr 1975 wurde sie Kreisvorsitzende der CDU-Frauenvereinigung, Mitglied im Willicher Stadtrat und dort Vorsitzende des Kulturausschusses. Von 1978 bis zu ihrer Wahl zur Bürgermeisterin war Käthe Franke Vorsitzende des CDU-Stadtverbandes Willich.
Am 29. März 1979 wurde Käthe Franke vom Stadtrat als Nachfolgerin von Hans Lamers zur Bürgermeisterin gewählt. Nach den nordrhein-westfälischen Kommunalwahlen vom 30. September 1979, 30. September 1984 und 1. Oktober 1989 wurde sie durch den Stadtrat jeweils im Amt bestätigt. Zu den Kommunalwahlen vom 16. Oktober 1994 trat sie nicht mehr an. Ihr Nachfolger als Bürgermeister wurde ihr langjähriger Stellvertreter Josef Heyes.
Ab 1994 leitete Franke den erstmals gewählten Seniorenbeirat der Stadt Willich. Im Jahr 1995 legte sie auf Grund einer langwierigen Krankheit alle Ehrenämter nieder. Ihr Engagement galt vor allem sozial benachteiligten Menschen und der Kultur. Von Beginn an war sie eine entscheidende Fürsprecher der seit 1984 jährlich stattfindenden Festspiele auf Schloss Neersen, deren Entwicklung sie auch als erste Vorsitzende des Festspielvereins prägte.

## Auszeichnungen
Am 15. Dezember 1993 wurde sie vom Rat ihrer Heimatstadt Willich zur Ehrenbürgermeisterin und Ehrenbürgerin ernannt, die Urkunde wurde ihr am 9. Dezember 1994 übergeben. Für ihre Verdienste um die deutsch-britische Freundschaft wurde Käthe Franke von Königin Elisabeth II. als Honorary Member of the Order of the British Empire ausgezeichnet. Im Jahr 1981 nahm sie als Ehrengast an der traditionellen Steubenparade in New York teil. Auf Vorschlag der japanischen Gemeinde in Willich wurde sie am 13. Juni 1995 von Generalkonsul Inagawa mit dem Orden des Heiligen Schatzes (dritter Klasse) ausgezeichnet. Am 27. März 2001 erhielt sie aus der Hand von Landrat Hans-Christian Vollert das Bundesverdienstkreuz am Bande. Von Willichs französischer Partnerstadt wurde ihr im Jahr 2001 die Große Verdienstmedaille der Stadt Linselles verliehen.